# Alex Jennings
Pour les articles homonymes, voir Jennings.
Alex Jennings (né le 10 mai 1957) est un acteur britannique de théâtre, cinéma et de télévision.
Il a été nommé meilleur acteur en 1996 lors des Laurence Olivier Awards pour Peer Gynt d'Henrik Ibsen, et il est connu en particulier pour son interprétation du rôle du prince Charles dans The Queen en 2006, du rôle du roi Édouard VIII dans The Crown et du rôle du roi Léopold Ier dans Victoria en 2016.

## Biographie
Né en Essex en 1957, Alex Jennings se forme à l’école d’art dramatique de l’Old Vic de Bristol. Il a été membre du National Youth Theatre. Sa carrière commence au théâtre, où il est récompensé lors des Laurence Olivier Awards en 1996, puis il enchaîne les rôles au cinéma et à la télévision à partir des années 1990.
Il épouse Lesley Moors en 2012 avec qui il a eu deux enfants : Ralph Jennings (né en 1990) et Georgia Jennings (née en 1992).

## Théâtre
- The Scarlet Pimpernel (Her Majesty's) 1985
- The Country Wife (Royal Exchange Manchester) 1986
- Too Clever By Half (Old Vic) 1988
- The Liar (Old Vic) 1989
- The Wild Duck (Peter Hall Co) 1990
- The Importance of Being Earnest (Aldwych Theatre) 1993
- Peer Gynt 1995
- My Fair Lady (RNT, Theatre Royal Drury Lane) 2002
- Candide (ENO) 2008
- My Fair Lady (Théâtre du Châtelet Paris) 2010 et 2013[2]

## Filmographie
- 1997 : Les Ailes de la colombe
- 2004 : Bridget Jones : L'Âge de raison
- 2006 : The Queen de Stephen Frears : Le prince Charles
- 2006 : Babel de Alejandro González Iñárritu
- 2013 : Trap for Cinderella de Iain Softley
- 2013 : Belle d'Amma Asante
- 2015 : The Lady in the Van
- 2016 : Le Procès du siècle de Mick Jackson
- 2021 : L'Étau de Munich (Munich: The Edge of War) de Christian Schwochow
- 2024 : Blitz de Steve McQueen : Victor Smythe
- 2025 : Ballad of a Small Player d'Edward Berger

## Télévision
- CSS Hunley, le premier sous-marin, téléfilm de guerre
- Whitechapel, série policière
- Cartes sur table, téléfilm de la série Hercule Poirot
- Silk, série
- Affaires d'États, mini-série
- 2008 : The 39 Steps
- 2007 : Cranford
- 2009 : Jeux de glaces, téléfilm de la série Miss Marple (saison 4, épisode 3)
- 2015 : Unforgotten (saison 3), Le passé déterré : Tim Finch
- 2016 : Victoria : Léopold Ier
- 2016 : The Crown : Édouard VIII
- 2018 : A Very English Scandal : Peter Bessel
- 2022 : This Is Going to Hurt : Nigel Lockhart
- 2022 : The Undeclared War : David Neal
- 2024 : Mr Bates vs The Post Office (mini-série) : James Arbuthnot